# Stilbosoma rubiceps
Stilbosoma rubiceps är en tvåvingeart som beskrevs av Philippi 1865. Stilbosoma rubiceps ingår i släktet Stilbosoma och familjen blomflugor. Inga underarter finns listade i Catalogue of Life.